# Гизулф II (Беневенто)
Гизулф II (на латински: Gisulf II.; * ок. 720; † 751) е 732 и от 743 до 751 г. херцог на Беневенто.

## Биография
Гизулф II е син на dux Ромуалд II (dux на Беневенто) и Гумперга, дъщеря на Аврона, сестра на лангобардския крал Лиутпранд.
След смъртта на Ромуалд II през 731 или 732 г. започват разногласия за наследството на трона, при които узурпаторът Аделайз има първоначални успехи спрямо Гизулф II. Крал Лиутпранд поставя за dux племенника си Григорий и взема Гизулф при себе си в Павия и го отглежда като свой син.
През 740 г. Годескалк е поставен от противниците на краля като dux на Беневенто и през 743 г. е убит при бягството му за Византия. Лиутпранд поставя Гизулф II за dux на Беневенто.
През 744 г. Гизулф подарява земя на манастира от Монтекасино, който става базис за Terra Sancti Benedicti. Той подарява на манастира Санта Мария в Cingla през септември 745 г. земи при Теано, а на манастира Волтурно през 750 г. подарява няколко църкви.
След смъртта на Гизулф през 751 г. негов наследник на трона става син му Лиутпранд, за когото вдовицата му Скауниперга първо поема регентството до 756 г.